# Convention baptiste missionnaire et éducative libérienne
La Convention baptiste missionnaire et éducative libérienne (anglais : Liberia Baptist Missionary and Educational Convention) est une association chrétienne évangélique d'églises baptistes au Liberia.  Elle est affiliée à l’Alliance baptiste mondiale. Son siège est situé à Monrovia.

## Histoire
La Convention baptiste missionnaire et éducative libérienne a ses origines dans une mission américaine de la Richmond African Baptist Missionary Society en 1821. Elle est officiellement fondée en 1880.  Selon un recensement de l’association, en 2023 elle disait avoir 292 églises et 55,325 membres.

## Écoles
Elle a fondé le Séminaire théologique baptiste du Libéria à Monrovia en 1976.
Elle a fondé l’Université baptiste William R. Tolbert à Krukai en 2022 .